# Hyacinthoides
Hyacinthoides is een geslacht uit de aspergefamilie.

## Soorten

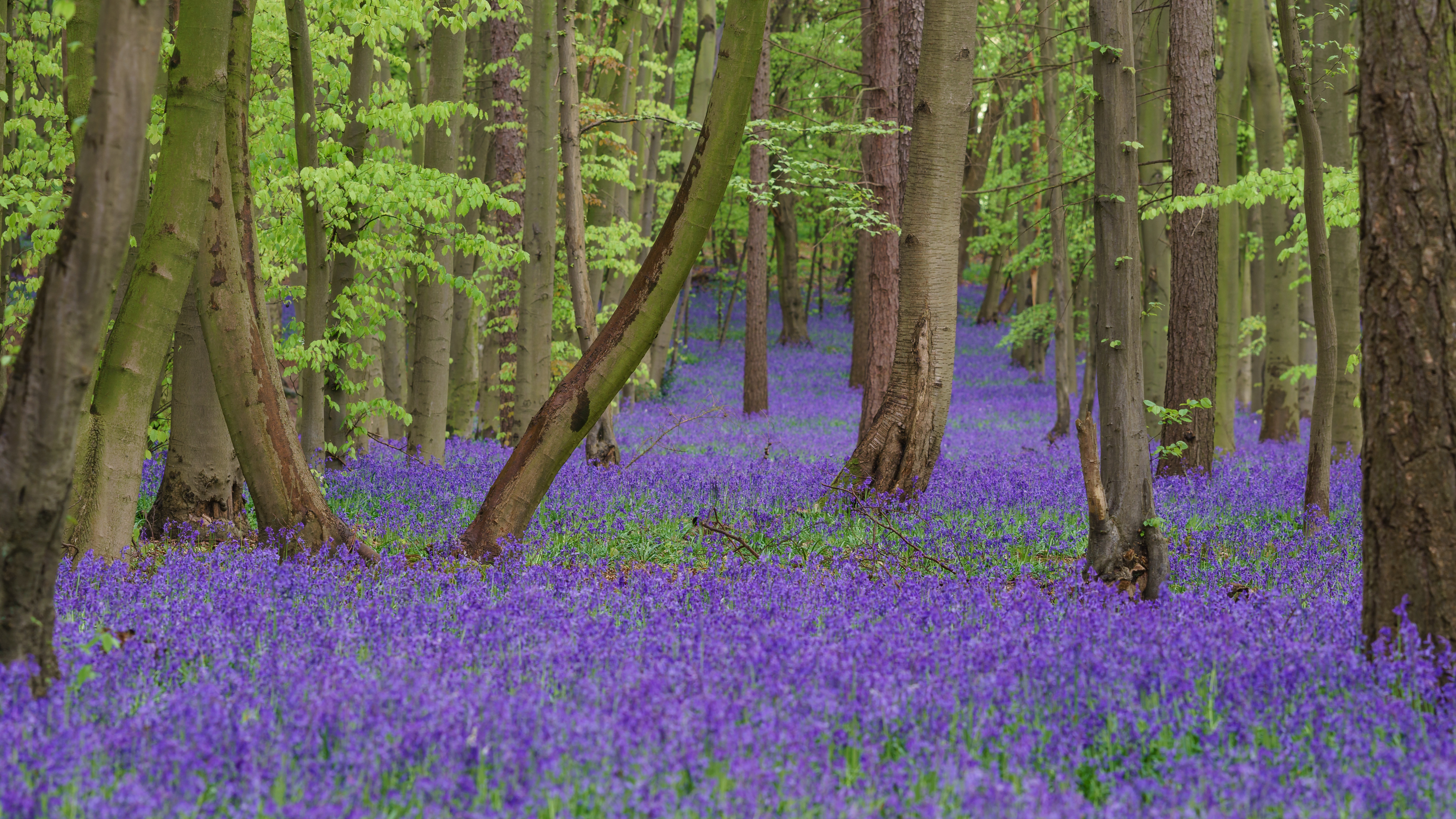
Hyacinthoides in een bos in Stevenage

- Hyacinthoides aristidis
- Hyacinthoides cedretorum
- Hyacinthoides ciliolata
- Hyacinthoides flahaultiana
- Hyacinthoides hispanica
- Hyacinthoides italica
- Hyacinthoides lingulata
- Hyacinthoides mauritanica
- Hyacinthoides non-scripta
- Hyacinthoides paivae
- Hyacinthoides reverchonii